# Thalictrum rochebrunianum
Thalictrum rochebrunianum är en ranunkelväxtart som beskrevs av Adrien René Franchet och Sav.. Thalictrum rochebrunianum ingår i släktet rutor, och familjen ranunkelväxter. Inga underarter finns listade i Catalogue of Life.